# 杉野目晴貞
杉野目 晴貞（すぎのめ はるさだ、1892年10月27日 - 1972年4月14日）は、日本の有機化学者。元北海道大学学長。アルカロイド研究の第一人者として知られた。1967年4月、勲一等瑞宝章。

## 来歴
宮城県出身。宮城県古川中学校（現在の宮城県古川高等学校）11期（三浦義男は1期後輩）。旧制二高を経て、東北帝国大学卒業。真島利行に師事。1926年、ロックフェラー財団の国際奨学生としてグレートブリテンおよび北部アイルランド連合王国に留学。その後スイスに移った。1929年秋に北海道帝国大学への転勤含みで北海道札幌市に転居。理学部が新設された1930年に北海道帝国大学教授となり、「花の色の科学」と題して開学記念学術講演を行った。1938年に学位論文"Ueber dia oxydation von mesaconitin, aconitin, und ihrem oxydationsproduct, oxonitin"（「メサコニチン」「アコニチン」及び其の酸化生物「オキソニチン」酸化について）により大阪帝国大学から理学博士を取得。ビタミンAの構造式の研究に取り組み、カボチャの色素を使った研究で構造式を決定したが、スイスの研究者がニンジンを使って2 - 3か月早く構造式を決定していたことがわかり臍をかんだ。教育者としても力量を発揮し、ノーベル化学賞を受賞した鈴木章に化学の楽しさを気づかせた。弟子に鈴木章と田丸謙二がいる。北大を総合大学に発展させ「北大中興の祖」とも言われている。
1951年、トリカブト属アルカロイドの研究で日本化学会賞を受賞。1954年に学長に就任。学長在任中には大学院医学研究科、大学院薬学研究科、薬学部を設置、また、一般教養部の教養部への改称も手がけた。北海道大学工業教員養成所も設置した。1966年、古市二郎に学長の座を譲り退任した。
国立大学協会副会長、日本化学会会長、科学技術会議議員などを歴任した。北見工業短期大学の北見工業大学昇格に尽力した。
杉野目が1933年に札幌市中央区に建てた個人住宅は「杉野目邸」として知られ、水洗トイレを札幌の民家で初めて導入したことで知られる。現在はその文化的価値が認められ、札幌景観資産国登録有形文化財になっている。
杉野目浩は子、杉野目道紀は孫。学長時代、熊木朋子（のち三浦雄一郎夫人）が秘書を務めていた時代があった。

## 略歴
- 1954年 北海道大学学長就任
- 1966年 北海道大学学長退任
- 1967年 勲一等瑞宝章

## 主な著書・編著
- 「邦産烏頭屬植物中のアルカロイドに就て」（共著、1925年）
- 「北大の思い出」（学士会報）